# Nave pirata (attrazione)

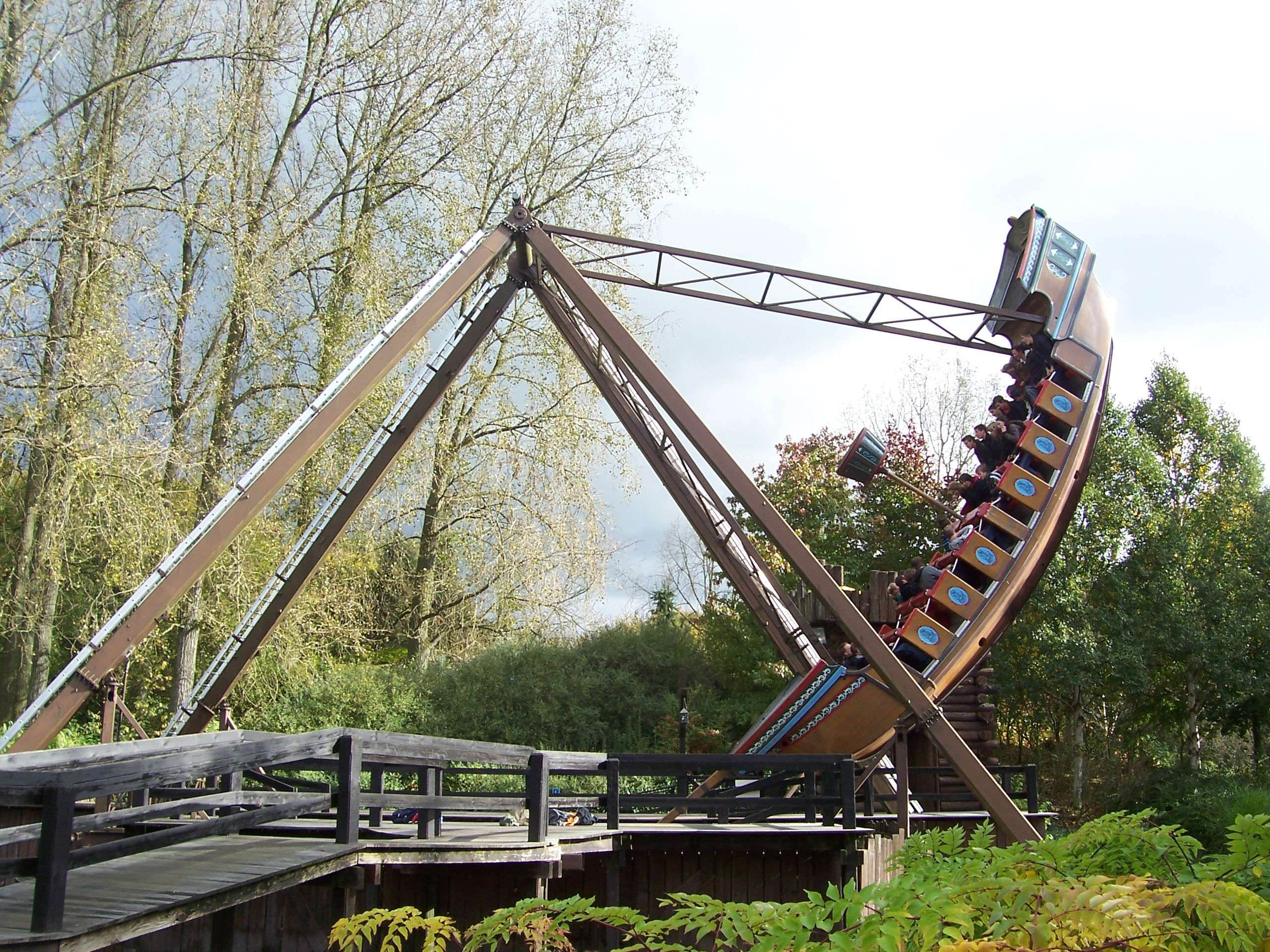
Nave pirata a Walibi World

La nave pirata nota anche come filibusta è una giostra di tipo pendolo con piattaforma dall'aspetto di una barca. Rispetto ad alcuni pendoli non può fare un giro completo su se stessa e solitamente i posti possono essere a sedile retti da delle barre o si può stare in piedi in una gabbia. La forza centrifuga impressa sulle persone toglie il rischio di cadere dai sedili o di avere infortuni nella gabbia.